# Hesston (entreprise)
La société Hesston Manufacturing Company a été créée en 1949 par Lyle Yost à Hesston (Kansas). En 1966, la raison sociale est devenue Hesston Corporation. 
D'abord rachetée par le constructeur italien Fiat Trattori, la société américaine a été revendue au groupe américain AGCO en 1991 sur l'injonction des commissions anti-trust américaines et européennes.

## Histoire
En 1947, Lyle Yost, né en 1913 et fils de fermier américain, imagine et invente un système de tarière pour décharger le grain des moissonneuses-batteuses. Il dépose un brevet et, à la demande des fermiers voisins de la ferme de ses parents, commence à fabriquer cet équipement adapté à leurs machines. Très vite, son atelier prend de l'essor et il crée la société Hesston Manufacturing Company en 1949. L'entreprise a connu un taux de croissance annuel d'environ 20%.
En quelques années, la société devient un des plus importants constructeurs de matériel agricole du pays, spécialiste de la fenaison. Enfant de la ferme, il devient un géant de l'industrie américaine. À son apogée au début des années 1970, il comptait plus de 2.500 salariés et la société était cotée en bourse. C'était, de loin, le plus grand employeur de la ville d'Hesston.
Mais l'entreprise s'est heurtée à de sérieuses difficultés en 1976 lorsque les prix du bétail ont chuté et que les agriculteurs et les éleveurs ont cessé d'acheter du matériel de fenaison et de fourrage. Alors que la compagnie accumulait les pertes, le constructeur italien Fiat Trattori, filiale du géant Fiat achète une participation majoritaire dans la société. Fiat Trattori, devenu entre-temps FiatAgri a racheté le reste de l'entreprise en 1987. 
Avec l'entrée de Fiat Trattori dans Hesston en 1977, les tracteurs Fiat sont vendus sous la marque Hesston en Amérique du Nord. En 1983, après une prise de participation de Fiat dans le groupe Ford New-Holland, les équipements Hesston et Fiat sont commercialisés dans le réseau New Holland sous sa propre marque.
En 1991, avec le rachat complet du groupe Ford New-Holland par FiatAgri, les commissions anti-trust américaines et européennes obligent Fiat à se séparer de Hesston qui sera cédé au groupe américain AGCO et de Laverda qui sera cédé au groupe italien Argo 
Après l'intégration de Hesston dans AGCO, la marque Hesston n'était utilisée que pour les presses à balles.

Le fondateur de Hesston, Lyle Yost, est décédé jeudi 6 avril 2012 à la Villa Schowalter à Hesston à l'âge de 99 ans.